# Programación basada en prototipos
Programación basada en prototipos, también llamada programación basado en instancias o classless, es un estilo de programación orientada a objetos en el cual los objetos no son creados mediante la instanciación de clases sino mediante la clonación de otros objetos o mediante la escritura de código por parte del programador. De esta forma los objetos ya existentes pueden servir de prototipos para los que el programador necesite crear.
El original (y el más canónico) ejemplo de lenguaje prototipado es el lenguaje Self, desarrollado por David Ungar y Randall Smith. Sin embargo el paradigma sin clases está comenzando a popularizarse y ya ha sido implementado en lenguajes de programación como JavaScript, Pauscal, Cecil, NewtonScript, Ío, MOO, REBOL, Squeak y varios otros.  

## Comparación de los prototipos y modelos de clase
Objetos de clases:
- Una clase definida por su código fuente es estática.
- Representa una definición abstracta del objeto.
- Cada objeto es una instancia de una clase.
- El legado se encuentra en las clases.

Objetos prototipos:
- Un prototipo definido en su código fuente es mutable.
- Es en sí mismo un objeto, así como otros.
- Tiene una existencia física en la memoria.
- Puede ser modificado y llamado.
- Debe ser nombrado.
- Un prototipo puede ser visto como un modelo ejemplar de una familia objeto.
- Un objeto hereda propiedades (valores y métodos) de su prototipo.

## Analógicamente
Un ejemplo de instancia en un lenguaje de programación visual, sería tomar o arrastrar un objeto de la barra de herramientas o de la lista de librerías y colocarlo en el escritorio o escenario de trabajo (estamos creando una instancia de ese objeto, una copia). Si arrastramos 10 botones al entorno visual de trabajo, estamos creando una instancia del botón original, si a cada botón le cambiamos el nombre, tendremos 10 botones que heredan las mismas propiedades y métodos del objeto original. Tenemos como resultado que con un solo botón hicimos 10 y nuestro archivo pesara como si tuviese uno solo.
De esta forma, partiendo de lo que conforma a un objeto original (propiedades y métodos) se reutilizan sus funciones creando una instancia del mismo en distintas partes del programa donde se necesite. Si el objeto original cambia o le es agregado algún nuevo atributo, las instancias lo heredaran puesto que son una copia del objeto original.

## Comparación con el modelo basado en clases
En lenguajes basados en clases los objetos pueden ser de dos tipos generales, las clases y las instancias. Las clases definen la disposición y la funcionalidad básicas de los objetos, y las instancias son objetos "utilizables" basados en los patrones de una clase particular. En este modelo, las clases actúan como colecciones de comportamiento (métodos) y estructuras que son iguales para todas las instancias, mientras que las instancias llevan los datos de los objetos. La distinción del papel se basa así sobre todo en una distinción entre la estructura y el comportamiento en un lado, y el estado en el otro.
Los entusiastas de la programación basada en prototipos a menudo argumentan que los lenguajes basados en clases animan un modelo del desarrollo que se centra primero en la taxonomía y las relaciones entre las clases. En cambio, la programación basada en prototipos intenta animar al programador que se centre en el comportamiento de un cierto sistema de ejemplos y después de clasificar estos objetos en objetos arquetipos que se utilizan más adelante en una manera similar a las clases. Como tal, muchos sistemas basados en prototipos animan la alteración de prototipos durante tiempo de ejecución, mientras que solamente muy pocos sistemas orientados a objeto, basados en clase (como el primer sistema orientados al objetos dinámicos, Smalltalk) permiten que las clases sean alteradas durante la ejecución de un programa.
Mientras que la amplia mayoría de sistemas basados en prototipos se refieren a lenguajes de programación interpretados y de tipos de datos dinámicos, es importante precisar que los sistemas de tipos de datos estáticos son técnicamente factibles. El lenguaje de programación de Omega que es basado en prototipos es un ejemplo de tal sistema, aunque según el Web site de Omega, Omega no es exclusivamente de tipos de datos estáticos, pero su "compilador puede elegir utilizar el tipo de dato estático donde es posible esto y puede mejorar la eficacia del programa.”

## Construcción de objetos
En lenguajes basados en prototipos no hay clases explícitas y objetos heredan directamente de otros objetos con los que están vinculados a través de una propiedad, a menudo llamados prototipo como en el caso de Javascript. Hay dos métodos de construcción de nuevos objetos: La creación ex nihilo ("de la nada") de un objeto o por medio de la clonación de un objeto existente. El primero se apoya a través de algún tipo de objeto literal, declaraciones donde los objetos se pueden definir en tiempo de ejecución a través de una sintaxis especial como Prototipo y pasan directamente a una variable. Aunque la mayoría de los sistemas den apoyo a una variedad de clonación, la creación de objetos ex nihilo no es tan prominente.
En lenguajes basados en clases, una nueva instancia se construye a través de la función constructora de clase, una función especial que se reserva un bloque de memoria para los miembros (propiedades y métodos) del objeto y devuelve una referencia a ese bloque. Un conjunto opcional de argumentos del constructor se puede pasar a la función y por lo general se llevan a cabo en propiedades. La instancia resultante heredará todos los métodos y propiedades que se han definido en la clase, que actúa como una especie de plantilla a partir de la cual se pueden construir objetos con tipo similares.
Los sistemas que soportan la creación de objetos ex nihilo permiten que los nuevos objetos se creen a partir de cero y sin clonación a partir de un prototipo existente. Estos sistemas proporcionan una sintaxis especial para especificar las propiedades y comportamientos de los nuevos objetos sin referencia a los objetos existentes. En muchos idiomas de prototipo existe un objeto raíz, a menudo llamado Objeto, que se establece como el prototipo por defecto para todos los demás objetos creados en tiempo de ejecución y que lleva métodos comúnmente necesarios, por ejemplo una función ToString() para devolver una descripción del objeto como una cadena.
Un aspecto útil de la creación de objetos ex nihilo es garantizar que la ranura de un nuevo objeto (propiedades y métodos) es que los nombres no tienen conflictos de espacio de nombres con el objeto Objeto de nivel superior. (En la implementación JavaScript de Mozilla, se puede hacer esto estableciendo la propiedad __proto__ de un objeto de nueva construcción en nulo.)
La clonación se refiere a un proceso mediante el cual un nuevo objeto se construye copiando el comportamiento de un objeto existente (su prototipo). El nuevo objeto entonces lleva todas las cualidades de la original. A partir de ahora, el nuevo objeto se puede modificar. En algunos sistemas, el objeto secundario resultante mantiene un vínculo explícito (mediante delegación o parecido) a su prototipo, y los cambios en el prototipo causa cambios correspondientes en su clon. Otros sistemas, como el lenguaje de programación Forth-como Kevo, no propagan el cambio a partir del prototipo de esta manera, lugar de seguir un modelo más concatenativa, los cambios en los objetos clonados no se propagan automáticamente a través de los descendientes
Los defensores de los modelos de objetos basados en clases que critican a los sistemas basados en prototipos a menudo tienen preocupaciones similares a las preocupaciones de los defensores de los sistemas de tipo estático para los lenguajes de programación de tipo dinámico (véase el tipo de datos). Por lo general, estas preocupaciones se refieren a: la corrección, la seguridad, la previsibilidad, la eficiencia y la falta de familiaridad del programador. 
En los tres primeros puntos, las clases son a menudo vistos como análogos a los tipos (en lenguajes orientados a objetos más tipos estáticos que sirven ese papel) y se proponen ofrecer garantías contractuales a sus instancias, y para los usuarios de sus casos, que se comportarán de alguna manera dada. 
En cuanto a la eficiencia, clases declarando simplifica muchas optimizaciones del compilador que permiten el desarrollo de método eficiente y de búsqueda de instancia variable. Para el lenguaje mismo, mucho tiempo de desarrollo se destinó a desarrollar, compilar e interpretar las técnicas para mejorar el rendimiento de los sistemas basados en prototipos frente a los sistemas basados en clases.

## La Crítica
Una crítica común cometido contra lenguajes basados en prototipos es que la comunidad de desarrolladores de software no está familiarizado con ellos, a pesar de la popularidad y el mercado de programación de JavaScript. Este nivel de conocimiento de los sistemas basados en prototipos parece ir en aumento con la proliferación de frameworks de JavaScript y el complejo uso de JavaScript como madura la Web.

## Prototipos en Pauscal
En Pauscal es posible crear prototipos que son generalmente utilizados para crear variables de procedimientos, un simple ejemplo es:
```
 
Importar
 "Utiles.prp"
 
Prototipo
 MsgBox(Parametro1:
Cadena
):
Entero

 
Var
 VariableDeProcedimiento:MsgBox ' Apunta al procedimiento
 VariableDeProcedimiento
@
 = Mensaje
@
 ' La variable apunta al procedimiento Mensaje.
 VariableDeProcedimiento("Hola Mundo!")
 
Fin
```

Como se puede apreciar, el prototipo no es un procedimiento o función real, es una representación de estos que puede ser utilizada para crear variables de procedimientos, en casos más complejos, métodos para objetos o "esqueletos" para Apis.

### Implementaciones
- Class::Prototyped Módulo Perl en CPAN para la programación orientada a objetos basada en prototipos (en inglés)
- Pauscal Lenguaje de programación en español, basado en prototipos.